# Evolution Worlds
Evolution Worlds est un jeu vidéo de rôle sorti en 2003 sur GameCube. Le jeu a été édité par Ubisoft et développé par Sting Entertainment. Il fait suite aux jeux Evolution: The World of Sacred Device et Evolution 2: Far Off Promise.

## Accueil
- Gamekult : 6/10[1]
- Jeuxvideo.com : 11/20[2]